# Deniola Kuraja
Deniola Kuraja es una directora de orquesta y pianista albanesa.

## Vida y carrera
Kuraja estudió piano en la Escuela de Música Jan Kukuzeli de Durrës de 1983 a 1991 y con Anita Tartari en la Universidad de Artes de Tirana de 1994 a 1999. También estudió con Francesco Monopoli en el Conservatorio de Música N. Piccinni de Bari (Italia) y es alumna de maestría de Till Engel, Gerard Fremy, Anna Maria Stainczyk, Michele Campanella y Manon-Liu Winter. Desde 2009, Kuraja estudió dirección de orquesta en la Universidad de Música, Arte Dramático y Medios de Comunicación de Hannover con Eiji Oue y Martin Brauß. También es alumna de maestría de Michael Dittrich.
Comenzó su carrera como pianista acompañante de las clases de violín y flauta en la Universidad de las Artes de Tirana. Kuraja también ha sido répétiteur en el Teatro Nacional de Ópera y Ballet de Tirana, en la Ópera y Ballet de Macedonia en Skopie (Macedonia), en la Ópera Estatal de Hannover y répétiteur de las clases de ópera y dirección de la Universidad de Música, Teatro y Medios de Comunicación de Hannover.
Como pianista, apareció pronto en concierto con obras virtuosas, por ejemplo el Andante spianato et Grande Polonaise brillante en mi bemol mayor Op. 22 de Frédéric Chopin, acompañada por la Orquesta del Teatro Nacional de Ópera y Ballet de Tirana y la Orquesta Sinfónica de la Radio Televisión de Albania. Su activo repertorio incluye obras como el Concierto para piano nº 3 en re menor (Op. 30) de Serguéi Rajmáninov y las Variaciones sobre "La ci darem la mano" Op. 2 de Frédéric Chopin. Kuraja también aparece como acompañante de canciones y en música de cámara, aquí con el pianista albanés Endri Nini, entre otros.a
Kuraja es Directora Artística del Teatro Nacional de Ópera y Ballet Tirana. Aparece a nivel internacional. Sus actividades de dirección d´orchestre en Alemania incluyen la dirección de orquesta en el Stadttheater Hildesheim y numerosos compromisos de dirección de ópera en el Staatstheater Kassel.

## Premios y reconocimientos
- 1994: 1.er premio en el concurso de piano El joven pianista de Tirana, en el Teatro Nacional de Ópera y Ballet
- 1997: Laureada en los concursos Cesk Zadeja- y Toni Harapi
- 2006: Beca de estudio del Istituto Italiano di Cultura para el Conservatorio di Musica N. Piccinni de Bari